# Хан Иён Лаврентий
Хан Иён Лаврентий или Лаврентий Хан (кор. 한이형 라우렌시오, 1799 г., Корея — 20 сентября 1839 года, Сеул, Корея) — святой Римско-Католической Церкви, мученик.
Родился в 1799 году в католической семье. Помогал католическим священникам, занимаясь катехизацией. Во время преследований католиков был арестован и отправлен в Сеул. В тюрьме подвергся пыткам. Задушен в тюрьме 20 сентября 1839 года.
Был беатифицирован 5 июля 1925 года Римским Папой Пием XI и канонизирован 6 мая 1984 года Римским Папой Иоанном Павлом II вместе с группой 103 корейских мучеников.
День памяти в Католической Церкви — 20 сентября.